# Schützenmühle (Aubstadt)
Schützenmühle ist ein Gemeindeteil der Gemeinde Aubstadt im unterfränkischen Landkreis Rhön-Grabfeld in Bayern.

## Lage
Die Einöde liegt an einem Mühlbach, der vom Fluss Milz abzweigt.

## Geschichte
Die Ersterwähnung der Mühle liegt beim Jahr 1560. Mehl gemahlen wurde bis 1920, bis 1960 Schrot. Danach gab es nur noch Stromerzeugung.